# Museo de la ciudad de Bratislava
El Museo de la ciudad de Bratislava (en eslovaco: Múzeum mesta Bratislavy) es un museo en Bratislava, Eslovaquia, establecido en 1868. Su sede está ubicada en el casco antiguo, cerca de la Plaza de Armas en la Ciudad Vieja. El museo es propiedad de una de las 11 organizaciones de la ciudad de Bratislava.
El museo documenta la historia de Bratislava, desde los primeros períodos hasta el siglo XX. El Museo de la ciudad de Bratislava es el museo más antiguo en operación continua en Eslovaquia, un país creado recién en 1993.
El Museo de la Ciudad de Bratislava administra ocho museos especializados con nueve exposiciones permanentes en toda la ciudad.